# Maurice Ansiaux
Maurice Ansiaux (1869-1943) est un économiste belge, professeur à l'université de Bruxelles. En 1926, il a avec Gaëtan Pirou et Jean Lescure été à l'origine d'un congrès annuel des économistes de langue française regroupant des Belges, des Français et des Suisses. Il a publié de 1920 à 1925 un Traité d'économie politique en trois volumes de 1750 pages qui l'a fait connaître d'un public dépassant les frontières belges. Néanmoins son principal apport se situe au niveau monétaire. Dans un livre de 1910 intitulé Les Principes d'une politique de régulation des changes, il a montré que l'étalon-or n'était pas contrairement à la croyance d'alors un mécanisme fonctionnant avec un grand automatisme.

## Biographie
Maurice Ansiaux est né à Liège dans une famille de médecins et de professeurs de médecine. En 1886, il s'inscrit à la faculté de droit de Liège. En 1891, il devient docteur en droit mais renonce à devenir avocat et se dirige vers les études économiques. Deux événements l'ont poussé dans cette voie : la grève générale de 1888 dans le Hainaut liée à une grande misère et la rencontre avec l'économiste Émile de Laveleye  À partir de 1892, il commence à s'intéresser aux questions économiques et publie un livre de 130 pages intitulé La Question monétaire en Belgique .Après ses études il se mêle aux luttes politiques à Liège et collabore avec un journal libéral bruxellois : La Liberté. Dans les conflits internes aux libéraux il n'est pas du côté des doctrinaires. Dans un article de La Liberté de janvier 1895, il insiste sur le fait « qu'il faut considérer la liberté effective, réelle, agissante et non point comme les libéraux anciens, la liberté juridique, formelle nominale, celle qui est inscrite dans nos codes mais ne vit pas dans nos mœurs » .

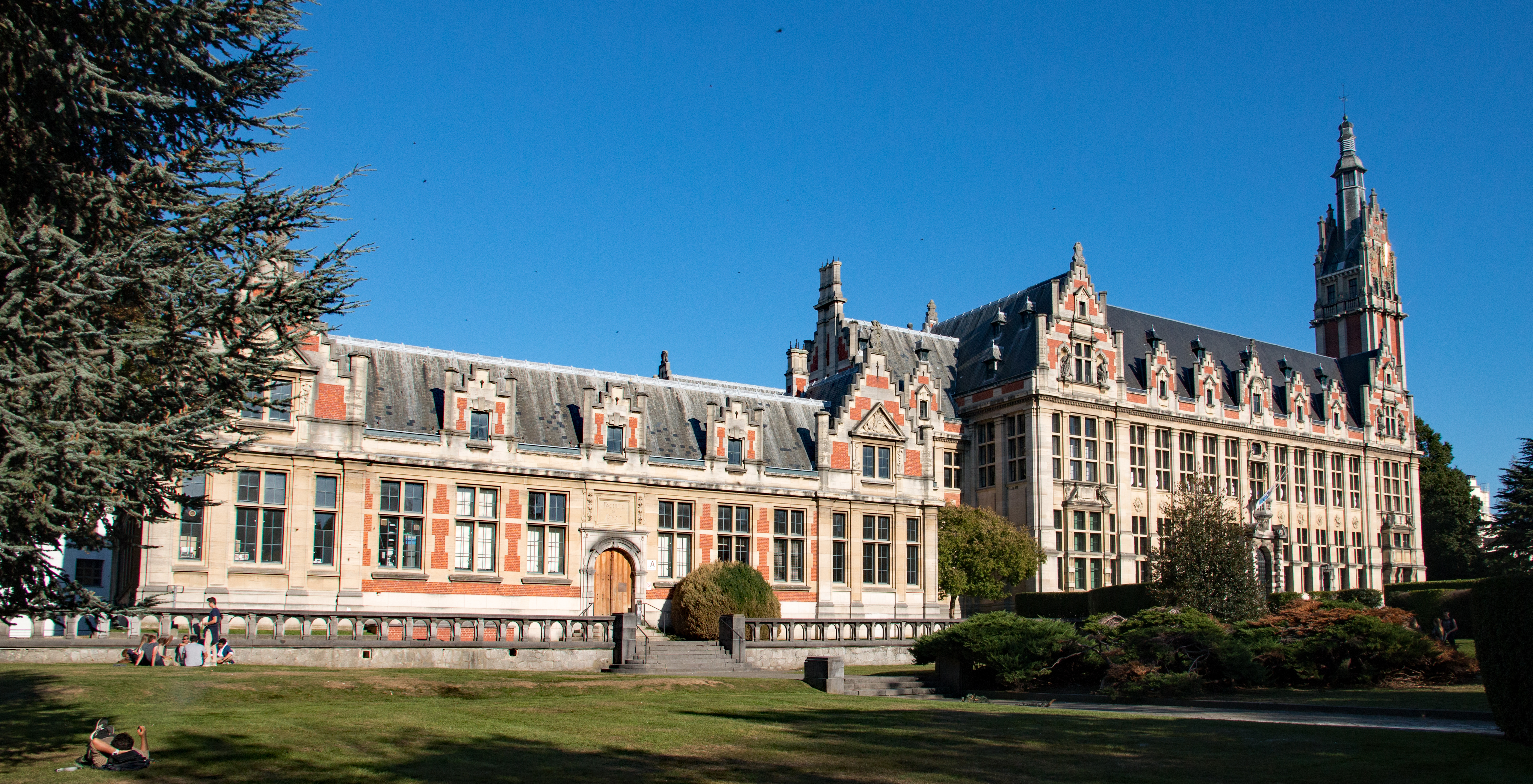
Université libre de Bruxelles où Ansiaux a enseigné

En 1896, il obtient son doctorat en soutenant une thèse intitulée : Salaires et heures de travail. Peu après il participe à une enquête sur le travail de nuit des femmes à la demande du ministère de l'Industrie et du Travail. Dans ces années-là, il se prononce également pour une réduction de la durée du travail et est en faveur de syndicats forts mais non affilié au parti socialiste . Après avoir appartenu quelque temps au conseil communal de Liège, il cesse toute activité politique. La Faculté de Liège lui offre un poste dans les années 1896-1898, mais il en est écarté pour des raisons politiques. En avril 1898, l'université de Bruxelles qui vient de fonder l'École des sciences politiques et sociales l'embauche pour assurer un cours d'histoire et de géographie économique. En 1901, il est chargé du cours d'économie politique et plus tard de cours sur la monnaie et le crédit. Il est également associé à l'Institut de sociologie Solvay. En 1904, dans le cadre de cette institution, il publie une étude sur le travail à domicile dans laquelle « il dénonce le romantisme faux et antiéconomique de quelques écrivains conservateurs qui voulaient maintenir artificiellement en vie l'industrie à domicile avec l'appui des pouvoirs publics »..
En 1902, il se marie et aura trois enfants. En 1914 la fermeture de l'université lui laisse le temps d'écrire un traité d'économie politique marqué par la le refus du déductivisme et de l'économie pure de Walras. En 1926, il est à l'origine avec Jean Lescure et Gaëtan Pirou des congrès des économistes de langue française. Après une vie universitaire dense parsemée d'honneurs (recteur d'université, membre de l'Académie, docteur honoris causa de plusieurs universités françaises) il est atteint en juillet 1939 par la limite d'âge et quitte ses fonctions. Il meurt en 1943 sans avoir connu la libération de la Belgique

## Grands traits de l'œuvre
L'apport de plus important d'Ansiaux se situe au niveau monétaire. De 1907 à 1914 il analyse le cas du franc belge dont la légère dépréciation par rapport au franc français provoquait dans le cadre de l'étalon-or un problème. Pour lui cette dépréciation est liée à la politique de l'escompte menée par la Banque nationale de Belgique.
En 1910, il publie Les Principes d'une politique régulatrice des changes. Pour le professeur Boris Chlepner la grande originalité de cet ouvrage est de montrer que l'étalon-or ne fonctionne pas « avec un automatisme rigoureux contrairement à l'opinion régnante qui voyait dans l'automatisme l'avantage essentiel du système ». Pour lui, la stabilité de la monnaie (i.e du change) est « un grand problème d'organisation sociale » qui doit être défendu par « un politique systématique dont le maniement de l'escompte n'est qu'un des éléments ».
Son article De l'unité du crédit à court terme publié en 1912 à la revue d'économie politique constitue pour le professeur Chlepner une date dans la littérature francophone. Il y démontre en effet « l'identité fonctionnelle du billet de banque et du dépôt bancaire » une idée très connue dans la littérature anglo-saxonne, mais « à peu près inconnue sur le continent où les procédés de paiement "scripturaux" étaient peu développés. »
Son Traité d'économie politique de 1750 pages a selon le professeur Chlepner « porté bien au-delà de nos frontières la renommée de son auteur. ». Dans ce traité il cherche à analyser « des phénomènes économique et à en donner l'explication. Derrière les faits économique, il cherche à voir l'homme et ses mobiles ». Dans cet ouvrage notamment dans le troisième volume, il souhaite des réformes graduées.

## Sources
- Chlepner Ben Serge, « Ansiaux Maurice », Bibliographie nationale, tome vingt-neuvième Buxelles: Bruylant,‎ 1956.
- Dechesne Laurent, « Ansiaux Maurice », Bibliographie nationale, tome vingt-neuvième Buxelles: Bruylant,‎ 1951.